# Feest van Biou

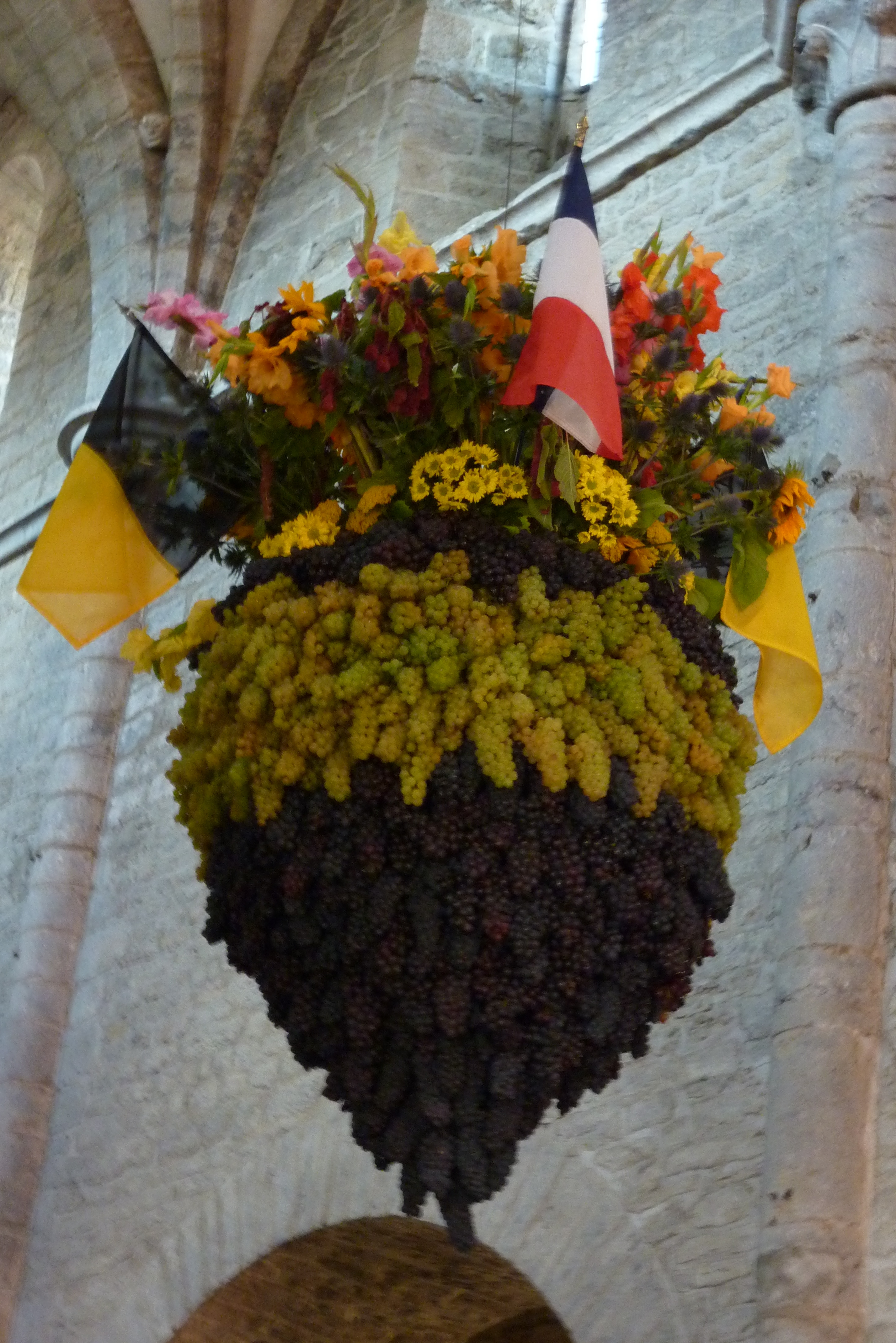
Biou in de kerk Saint-Just van Arbois (Frankrijk)

Het feest van Biou is een jaarlijks druivenfeest in het Franse departement Jura. Bij het begin van de druivenoogst maken de telers een Biou of reuzentros. Zij hangen de mooiste druiventrossen aan een mal, zodat de constructie de vorm aanneemt van een reuzendruiventros.

## Jura
Dorpen in Jura waar het feest van Biou gevierd wordt, zijn Arbois, Montholier en Vadans. 
De heilige voor wie het feest van Biou gehouden wordt, is de volgende:
| Dorp in Jura | Heilige op het feest van Biou           |
| ------------ | --------------------------------------- |
| Arbois       | Justus van Lyon, aartsbisschop van Lyon |
| Montholier   | aartsengel Michaël                      |
| Vadans       | Mauritius van Agaunum                   |

De traditie in Arbois gaat terug tot de 17e eeuw. Er bestaan documenten van het stadsbestuur van Arbois uit 1665 die melding maken van het feest van Biou. Sinds 1876 kent het feest van Biou haar moderne vorm. Ze duurt twee dagen. Op een zaterdag in september versieren de telers de Biou alsook een krans van druiventrossen. Op zondag, feest van Saint-Just, dragen ze de Biou in processie naar de kerk Saint-Just voor een mis; de Biou wordt in de kerk opgehangen. Vervolgens leggen de dorpelingen de krans met druiven neer bij het gedenkteken van de gesneuvelden van de twee wereldoorlogen.

## Duitsland
In de oude landstreken Pfalz en Schwaben bestond of bestaat een gelijkaardig druivenfeest. Een oud feest is dit in de stad Tübingen. Het Duitse woord Kalebstraube verwijst naar Kaleb in de Bijbel. Jozua en Kaled droegen de reuzendruiventros in het land Kanaän.

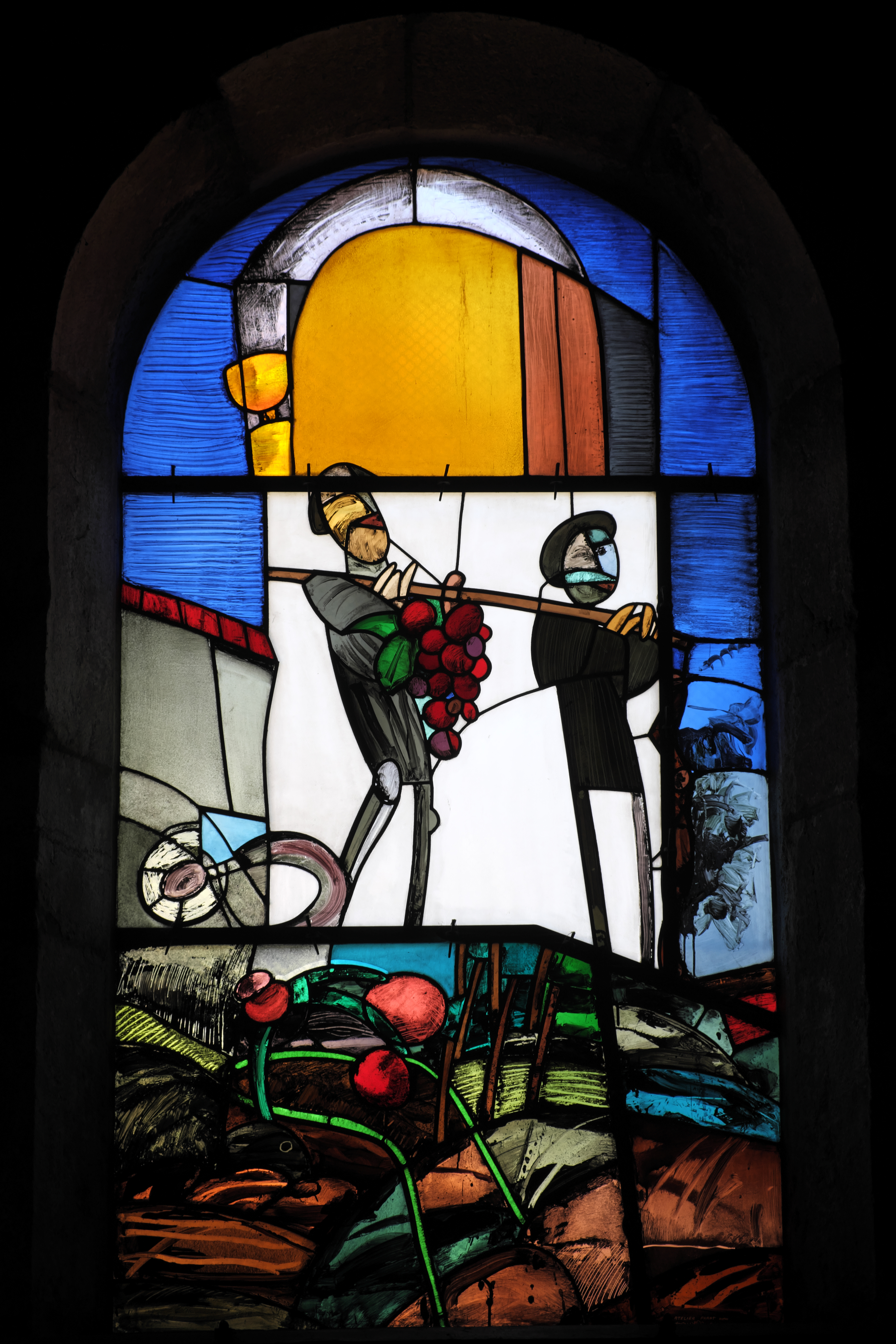
Glasraam van een Biou in de kerk Saint-Just in Arbois (Jura)
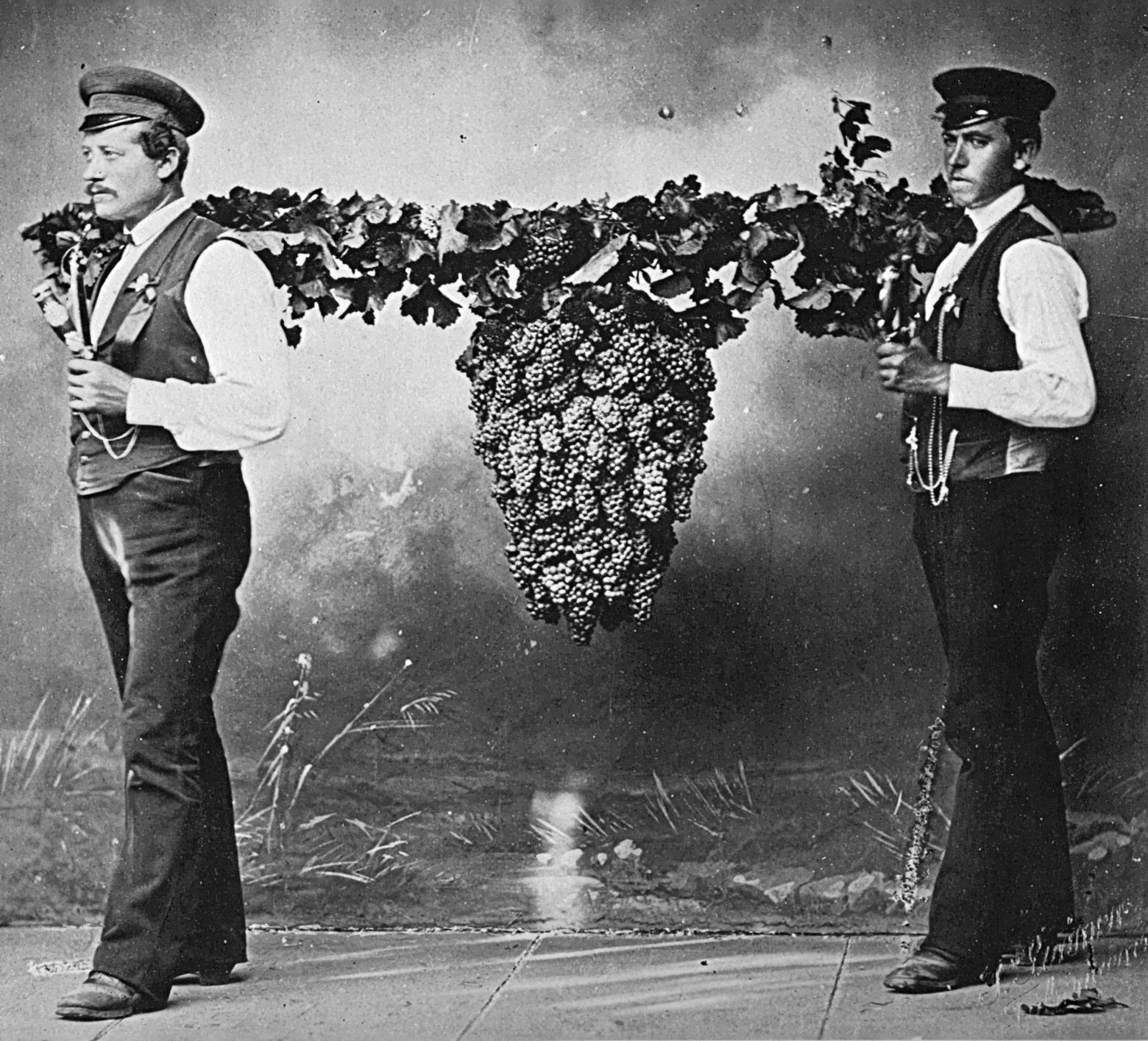
Kalebstraube in Tübingen